# Hyperiums
Hyperiums is een online strategiespel. Het doel van dit spel is om een zo'n groot mogelijke invloed uit te oefenen in een virtueel heelal, geplaatst op een x,y raster). Om je doel te bereiken dien je met je alliance zo veel mogelijk planeten in je bezit te krijgen en een sterke handel tussen de planeten op te zetten.
Het spel gaat continu door en kent dan ook geen eind. Ook als je uitgelogd bent, gaat het spel verder en kan het invloed hebben op je eigen planeten en handel. Het is dan ook van groot belang om een goede samenwerking met andere spelers tot stand te brengen.
De lay-out van dit spel is voornamelijk tekstueel dus zonder indrukwekkende graphics. Het spel biedt genoeg spanning (met name voor gevorderde spelers), zodat de graphics niet gemist worden. De graphics leiden eerder af: het is zelfs mogelijk om in je instellingen zodanig aan te passen dat er helemaal geen graphics meer zijn.

## Overzicht
- Opzetten van een zo efficiënt mogelijk handelssysteem (is heus niet zo makkelijk als het op het eerste gezicht lijkt)
- Het creëren van een zo'n sterk mogelijke alliantie
- Het domineren van een zo'n groot mogelijk gebied met je alliantie
- Het opstellen van bondgenootschappen met andere allianties
- Het voeren van oorlogen, wat soms weken in beslag kan nemen.

Door de grote hoeveelheid Nederlandse spelers heeft dit spel ook een Nederlandstalig interface. Dit wil het spel niet altijd makkelijker maken, daar de voertaal van het spel Engels is.
In Nederland wordt er ongeveer 2 keer per jaar (januari-februari en augustus-september) een gt (Get Together) georganiseerd. Dit is een ontmoeting waarbij elke speler die Nederlands spreekt welkom is. Het doel van deze ontmoetingen is het leren kennen van je medespelers en ervaringen uitwisselen. Ook worden er door de hele wereld enkele internationale gt´s georganiseerd maar deze zijn vaak in de US of UK.